# Miletus extraneus
Miletus extraneus är en fjärilsart som beskrevs av Lambertus Johannes Toxopeus 1929. Miletus extraneus ingår i släktet Miletus och familjen juvelvingar. Inga underarter finns listade i Catalogue of Life.